# Anastasio Somoza García

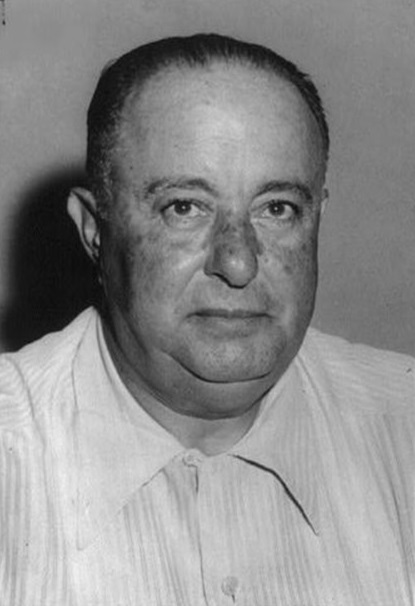
Anastasio Somoza García in 1952

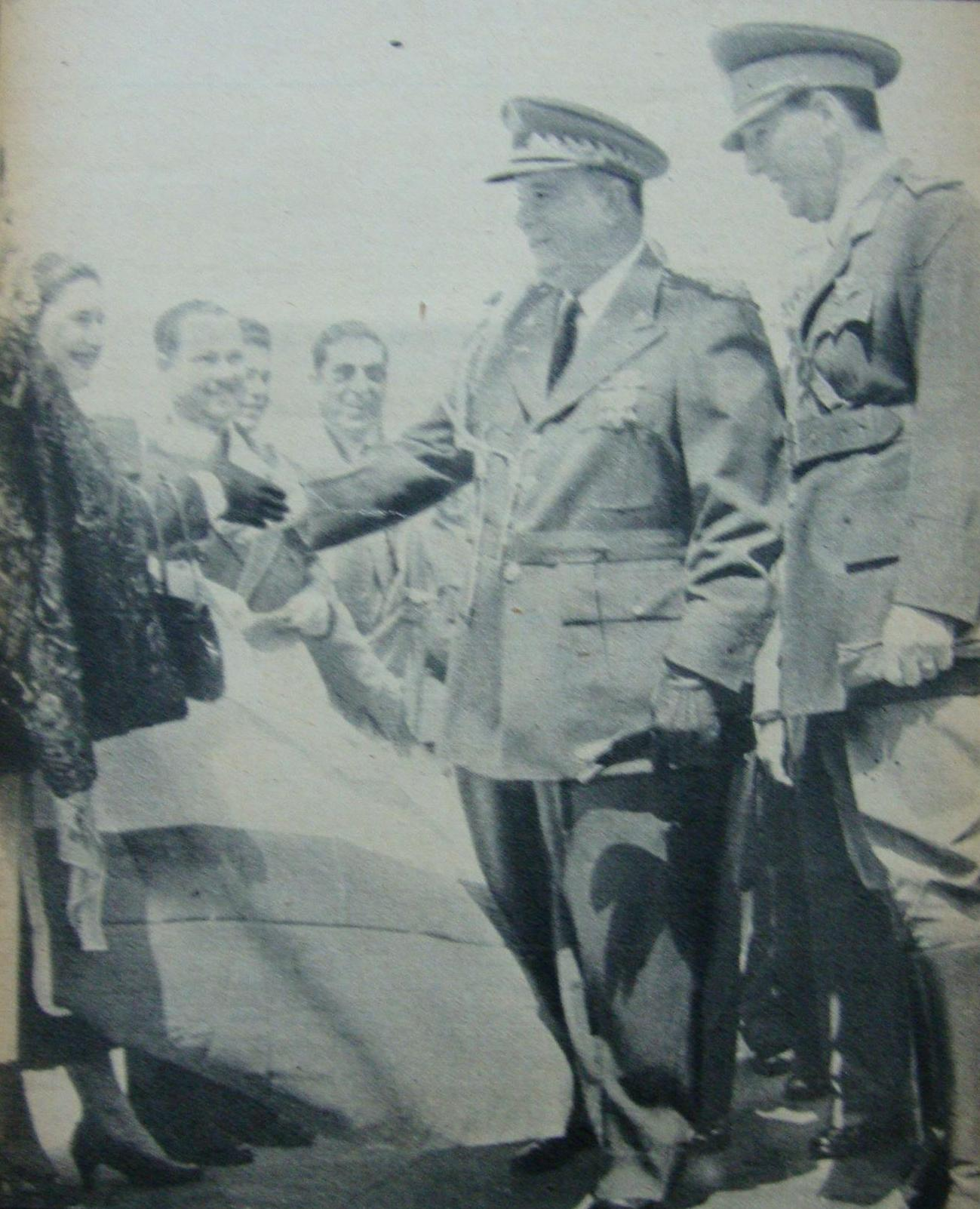
Somoza (links) & Perón in 1953

Anastasio Somoza García (San Marcos, 1 februari 1896 – León, 29 september 1956) was president van Nicaragua.
Toen Somoza García een tiener was, werd hij door zijn familie naar Philadelphia gestuurd. Nadat hij in Nicaragua was teruggekeerd begon hij een weinig succesvolle zakencarrière. In 1926 nam hij deel aan de burgeroorlog (1926/27), die ontstaan was na een staatsgreep gepleegd door een conservatief, Emiliano Chamorro. Leden van de Liberale Partij namen het niet dat de democratisch gekozen liberale regering was afgezet. Het conflict kwam tot een eind na een militaire en diplomatieke interventie door de Verenigde Staten (Vrede van Tipitapa). Een liberale generaal echter, Augusto César Sandino, weigerde de wapens neer te leggen en ging verder met zijn - Sandinistische - rebellie tegen de Nicaraguaanse en de Amerikaanse regeringen. 
In 1927 was het Somoza gelukt een hoge positie te behalen, aangezien hij accentloos Engels kon spreken.
Toen de mariniers in januari 1933 Nicaragua verlieten werd Somoza García aangesteld als hoofd van de Nationale Garde. Tijdens de vredesoverhandelingen beval hij de moord op generaal Sandino, die op 21 februari 1934 werd uitgevoerd. Vervolgens werd een schrikbewind ingesteld door de Nationale Garde.
In 1936 kwam hij door een staatsgreep aan de macht en het jaar daarop benoemde hij zichzelf tot president. Hij was de eerste van een dynastie van dictators. De dictatuur van de familie Somoza duurde 42 jaar. Anastasio Somoza García werd op 21 september 1956 neergeschoten door Rigoberto López Pérez in de stad León en stierf enige dagen later.